# MGM-52 Lance
El MGM-52 Lance era un sistema de artillería de campaña móvil de misiles tácticos tierra-tierra (misil balístico táctico) utilizado para proporcionar apoyo de fuego tanto nuclear como convencional al ejército de los Estados Unidos. La ojiva del misil fue desarrollada en el Laboratorio Nacional Lawrence Livermore. Fue reemplazado por el MGM-140 ATACMS, que inicialmente estaba destinado a tener capacidad nuclear durante la Guerra Fría.

## Implementación

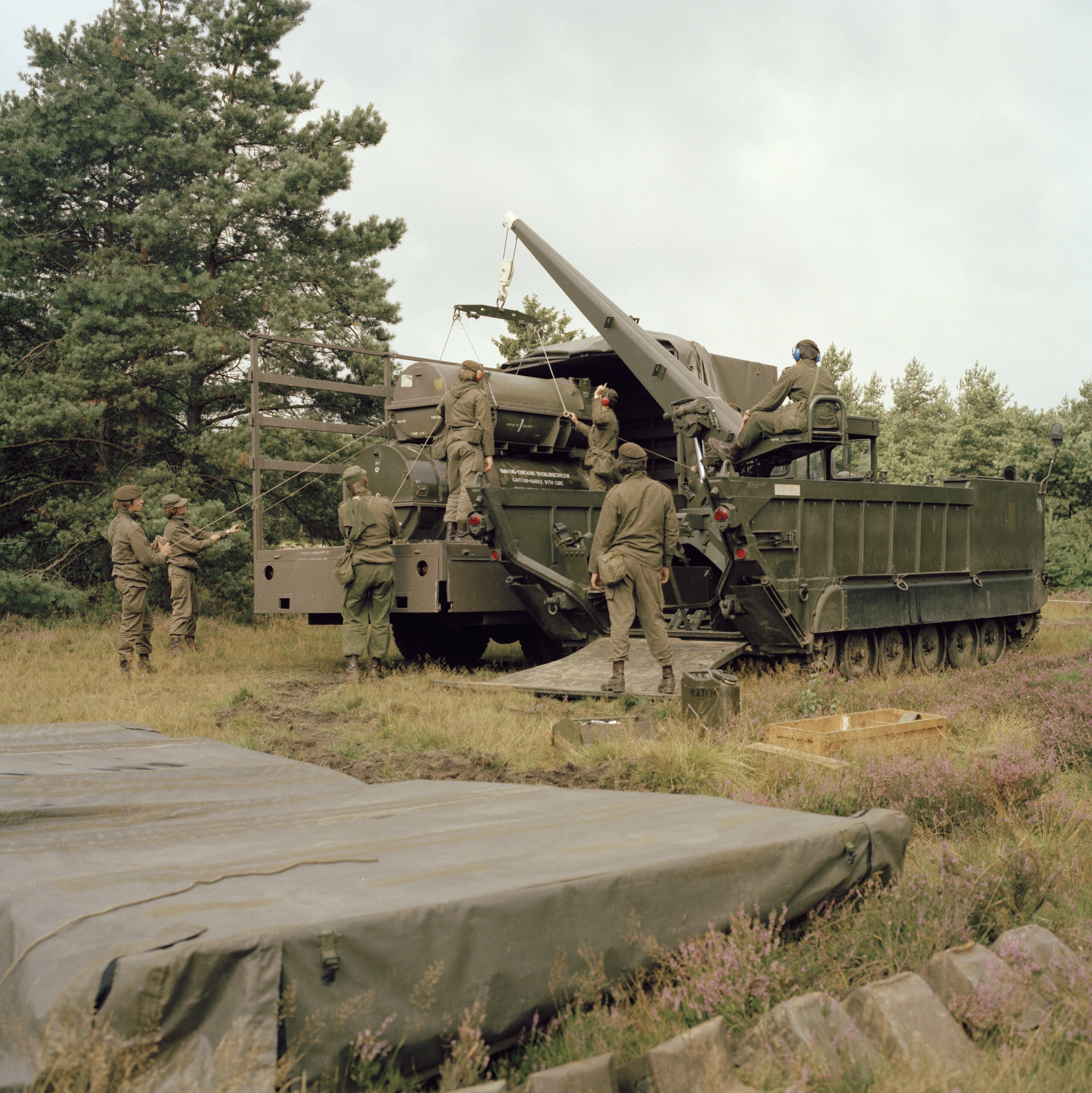
Vehículo transportador/cargador con orugas M668 (comparte el mismo chasis que el M752) que transfiere misiles desde un camión utilitario.

Los primeros misiles Lance se desplegaron en 1972, reemplazando (junto con los RIM-2D y RIM-8E/B/D con punta nuclear de la Marina de los EE. UU.) al anterior cohete MGR-1 Honest John y al misil balístico MGM-29 Sergeant, reduciendo en gran medida el peso y el volumen del sistema, al tiempo que mejora tanto la precisión como la movilidad.
Una batería Lance (dos unidades de fuego) constaba de dos lanzadores M752 (un misil cada uno) y dos vehículos auxiliares M688 (dos misiles cada uno), para un total de seis misiles; la velocidad de disparo por unidad fue de aproximadamente tres misiles por hora. Los vehículos de lanzamiento también pudieron transportar y lanzar el MGR-1 Honest John con un kit especial para una flexibilidad operativa dependiente de la misión en zonas de guerra.
El motor del misil tenía una disposición inusual, con un pequeño motor sustentador montado dentro de un motor de propulsión toroidal.

## Carga útil
La carga útil consistía en una ojiva nuclear W70 con un rendimiento de 1 a 100 kt (4,2 a 418,4 TJ) o una variedad de municiones convencionales. La versión de ojiva nuclear W70-3 fue una de las primeras ojivas preparadas para el campo de batalla con una capacidad de "radiación mejorada" (bomba de neutrones). Las municiones convencionales incluían una única ojiva convencional de carga conformada para penetrar objetivos duros y para destruir búnkeres o una configuración de racimo que contenía 836 minibombas M74 para usos antipersonal y antimaterial. El diseño original consideraba una opción de ojiva para armas químicas , pero este desarrollo fue cancelado en 1970.

## Desactivación
El misil Lance fue retirado del servicio tras el final de la Guerra Fría y fue parcialmente reemplazado en su función convencional por el MGM-140 ATACMS.
El Museo Bundeswehr de Tecnología de Defensa Alemana en Koblenz tiene uno de estos cohetes en su colección.